# Кахоианеби
Кахоианеби (груз. კახოიანები) — село в Грузии, на территории Тианетского муниципалитета края (мхаре) Мцхета-Мтианети.

## География
Село находится в центральной части Грузии, на правом берегу реки Кусно (правый приток Иори), на расстоянии приблизительно 4 километров (по прямой) к западу от посёлка городского типа Тианети, административного центра муниципалитета. Абсолютная высота — 1148 метров над уровнем моря.

## Население
По результатам официальной переписи населения 2014 года в Кахоианеби проживало 62 человека (37 мужчин и 25 женщин). В национальной структуре населения грузины составляли 100 %.
| Год  | Население, человек |
| ---- | ------------------ |
| 2002 | 96                 |
| 2014 | ↘ 62               |